# Граф Уолдгрейв
Граф Уолдгрейв (англ. Earl Waldegrave) — наследственный титул в системе пэрства Великобритании. Он был создан в 1729 году для Джеймса Уолдгрейва, 2-го барона Уолдгрейва (1684—1741).

## История
Семья Уолдгрейв происходит от сэра Ричарда Уолдгрейва (ок. 1338—1410), спикера Палаты общин Англии в 1381—1382 годах. Его сын и тёзка, сэр Ричард Уолдгрейв (ум. 1434), был военным и участвовал в Столетней войне с Францией. Его потомок сэр Эдвард Уолдгрейв (ок. 1516—1561) был политиком и царедворцем. Будучи видным католиком, он занимал должность канцлера герцогства Ланкастерского в правление королевы Марии Тюдор (1558—1559), которая пожаловала ему поместье в графстве Сомерсет. После вступления на трон королевы Елизаветы Тюдор он был заключен в темницу в Лондонском Тауэре, где скончался в 1561 году. Его внук Эдвард Уолдгрейв (ок. 1568 — ок. 1650) сражался на стороне роялистов в Гражданской войне против парламента. В 1643 году для него был создан титул баронета из Хивер-Касла в графстве Кент (Баронетство Англии).
Генри Уолдгрейв, 4-й баронет (1661—1689), правнук Ричарда, женился на Генриетте Фитцджеймс (1667—1730), внебрачной дочери короля Англии Якова II Стюарта и его любовницы Арабеллы Черчилль. Благодаря этому браку Генри Уолдгрейв стал пэром Англии, получив титул барона Уолдгрейва из Чьютона в графстве Сомерсет. Ему наследовал его сын Джеймс Уолдгрейв, 2-й барон (1684—1741). Он был послом Англии в Священной Римской империи и во Франции. В 1729 году он получил титулы виконта Чьютона из Чьютона в графстве Сомерсет и графа Уолдгрейва (пэрство Великобритании). Его преемником стал его сын, Джеймс Уолдгрейв, 2-й граф Уолдгрейв (1715—1763). Ему было поручено королём сформировать правительство в 1757 году, но эта попытка оказалась неудачной. Лорд Уолдгрейв женился на Марии Уолпол, незаконнорождённой дочери Эдварда Уолпола, сына премьер-министра сэра Роберта Уолпола. Он скончался, не оставив сыновей, и графский титул унаследовал его младший брат, Джон Уолдгрейв, 3-й граф Уолдгрейв (1718—1784). Он имел чин генерала армии, представлял в Палате общин Орфорд (1747—1754) и Ньюкасл-андер-Лайм (1754—1763), занимал посты губернатора Плимута (1760—1784), шталмейстера королевы Шарлотты (1770—1784) и лорда-лейтенанта Эссекса (1781—1784). После его смерти графский титул унаследовал его старший сын, Джордж Уолдгрейв, 4-й граф Уолдгрейв (1751—1789). Он участвовал в борьбе против восставших американских колоний, а также представлял Ньюкасл-андер-Лайм в палате общин Великобритании (1774—1780).
Его старший сын, Джордж Уолдгрейв, 5-й граф Уолдгрейв (1784—1794), утонул в возрасте девяти лет. Ему наследовал младший брат, Джон Уолдгрейв, 6-й граф Уолдгрейв (1785—1835). Он был военным и командовал 54-м пехотным полком в битве при Ватерлоо (1815). Его сменил его старший сын, Джордж Уолдгрейв, 7-й граф Уолдгрейв (1816—1846). Он умер бездетным в возрасте 30 лет, графский титул унаследовал его дядя, Уильям Уолдгрейв, 8-й граф Уолдгрейв (1788—1859). Он был вице-адмиралом королевского флота и заседал от Бедфорда в Палате общин Великобритании (1815—1818). Его старший сын Уильям Фредерик Уолдгрейв, виконт Чьютон, скончался в 1854 году от раны, полученной в битве на реке Альма во время Крымской войны. Лорду Уолдгрейву наследовал его внук, Уильям Уолдгрейв, 9-й граф Уолдгрейв (1851—1930), старший сын виконта Чьютона. Он был консервативным политиком и служил капитаном почётной йоменской гвардии (1896—1905). Его преемником стал единственный сын, Уильям Уолдгрейв, 10-й граф Уолдгрейв (1882—1933). Он не был женат, и после его смерти в 1933 году титулы перешли к его дяде, Генри Уолдгрейву, 11-му графу (1854—1936). Он был сыном вышеупомянутого Уильяма Уолдгрейва, виконта Чьютона. Ему наследовал его единственный сын, Джеффри Уолдгрейв, 12-й граф (1905—1995). Он представлял консервативную партию в Палате лордов, занимал посты парламентского секретаря министерства сельского хозяйства, рыболовства и продовольствия (1957—1962) и лорда-хранителя рудников (1965—1976).
По состоянию на 2025 год, обладателем графского титула является его старший сын, Джеймс Уолдгрейв, 13-й граф Уолдгрейв (род. 1940), сменивший отца в 1995 году.
- Достопочтенный Уильям Уолдгрейв (1753—1825), второй сын 3-го графа Уолдгрейва, крупный британский флотоводец, получивший титул барона Радстока в 1800 году;
- Достопочтенный Сэмуэл Уолдгрейв (1817—1869), второй сын 8-го графа Уолдгрейва, епископ Карлайлский (1860—1869);
- Достопочтенный Уильям Уолдгрейв (род. 1946), второй сын 12-го графа Уолдгрейва, консервативный политик, пожизненный пэр в качестве барона Уолдгрейва из Норт-Хилла.

Родовое гнездо — Чьютон-хаус в деревне Чьютон-Мендип в графстве Сомерсет. Семье принадлежал замок Хивер в деревне Хивер в графстве Кент.

## Баронеты Уолдгрейв из Хивер Касл (1643)
- 1643—1650: Сэр Эдвард Уолдгрейв, 1-й баронет (ок. 1568 — ок. 1650);
- 1650—1658: Сэр Генри Уолдгрейв, 2-й баронет (1598—1658);
- 1658—1684: Сэр Чарльз Уолдгрейв, 3-й баронет (ум. ок. 1684);
- 1684—1689: Сэр Генри Уолдгрейв, 4-й баронет (1661 — 24 января 1689), сын предыдущего, барон Уолдгрейв с 1686 года.

## Бароны Уолдгрейв (1686)
- 1686—1689: Генри Уолдгрейв, 1-й Барон Уолдгрейв (1661 — 24 января 1689), сын 3-го баронета;
- 1689—1742: Джеймс Уолдгрейв, 2-й Барон Уолдгрейв (1684 — 11 апреля 1742), единственный сын предыдущего, граф Уолдгрейв с 1729 года.

## Графы Уолдгрейв (1729)
- 1729—1741: Джеймс Уолдгрейв, 1-й граф Уолдгрейв (1684 — 11 апреля 1741), единственный сын 1-го барона Уолдгрейва;
- 1741—1763: Джеймс Уолдгрейв, 2-й граф Уолдгрейв (4 марта 1715 — 13 апреля 1763), старший сын предыдущего;
- 1763—1784: Джон Уолдгрейв, 3-й граф Уолдгрейв (28 апреля 1718 — 22 октября 1784), младший сын 1-го графа Уолдгрейва;
- 1784—1789: Джордж Уолдгрейв, 4-й граф Уолдгрейв (23 ноября 1751 — 22 октября 1789), старший сын предыдущего;
- 1789—1794: Джордж Уолдгрейв, 5-й граф Уолдгрейв (13 июля 1784 — 29 июня 1794), старший сын предыдущего;
- 1794—1835: Джон Уолдгрейв, 6-й граф Уолдгрейв (31 июля 1785 — 28 сентября 1835), второй сын 4-го графа Уолдгрейва;
- 1835—1846: Джордж Уолдгрейв, 7-й граф Уолдгрейв (8 февраля 1816 — 28 сентября 1846), старший сын предыдущего;
- 1846—1859: Уильям Уолдгрейв, 8-й граф Уолдгрейв (27 октября 1788 — 24 октября 1859), младший (четвёртый) сын 4-го графа Уолдгрейва;
  - Уильям Фредерик Уолдгрейв, виконт Чьютон (29 июня 1816 — 8 октября 1854), старший сын предыдущего;
- 1859—1930: Уильям Фредерик Уолдгрейв, 9-й граф Уолдгрейв (2 марта 1851 — 12 августа 1930), старший сын предыдущего, внук 8-го графа Уолдгрейва;
- 1930—1933: Уильям Эдвард Сеймур Волдегрейв, 10-й граф Уолдгрейв (2 октября 1882 — 30 января 1933), старший сын предыдущего;
- 1933—1936: Генри Ноэл Уолдгрейв, 11-й граф Уолдгрейв (14 октября 1854 — 30 декабря 1936), посмертный сын виконта Чевтона, дядя предыдущего;
- 1936—1995: Джеффри Ноэль Уолдгрейв, 12-й граф Уолдгрейв (21 ноября 1905 — 23 мая 1995), единственный сын предыдущего;
- 1995 — настоящее время: Джеймс Шербрук Уолдгрейв, 13-й граф Уолдгрейв (род. 8 декабря 1940), старший сын предыдущего;
  - Наследник: Эдвард Роберт Уолдгрейв, виконт Чьютон (род. 10 октября 1986), старший сын предыдущего.